# 地西他滨
地西他滨（INN：Decitabine），商品名达珂（Dacogen），是一种胞苷类似物，也是阿扎胞苷的一种脱氧类似物。与其类似物阿扎胞苷相似，地西他滨具有抑制DNA甲基化（低剂量）与DNA合成（高剂量）的效果。目前临床上主要将地西他滨用于治疗骨髓增生异常综合征。